# Legenda o wielbłądzicy

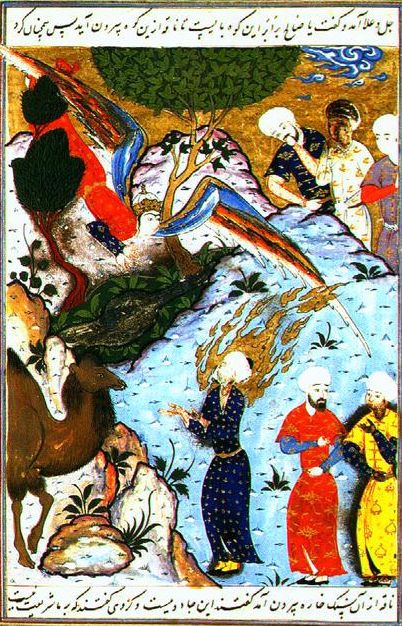
Salih i wielbłądzica Boga.

Legenda o wielbłądzicy, Wielbłądzica Boga (arab.) نَـاقـة الله - opowiadanie zawarte w Koranie traktujące o wielbłądzicy zesłanej przez Boga ludowi Samud w Hegra - dzisiejszym Mada’in Salih, mieście położonym na północ od Medyny.

## Tradycja islamska

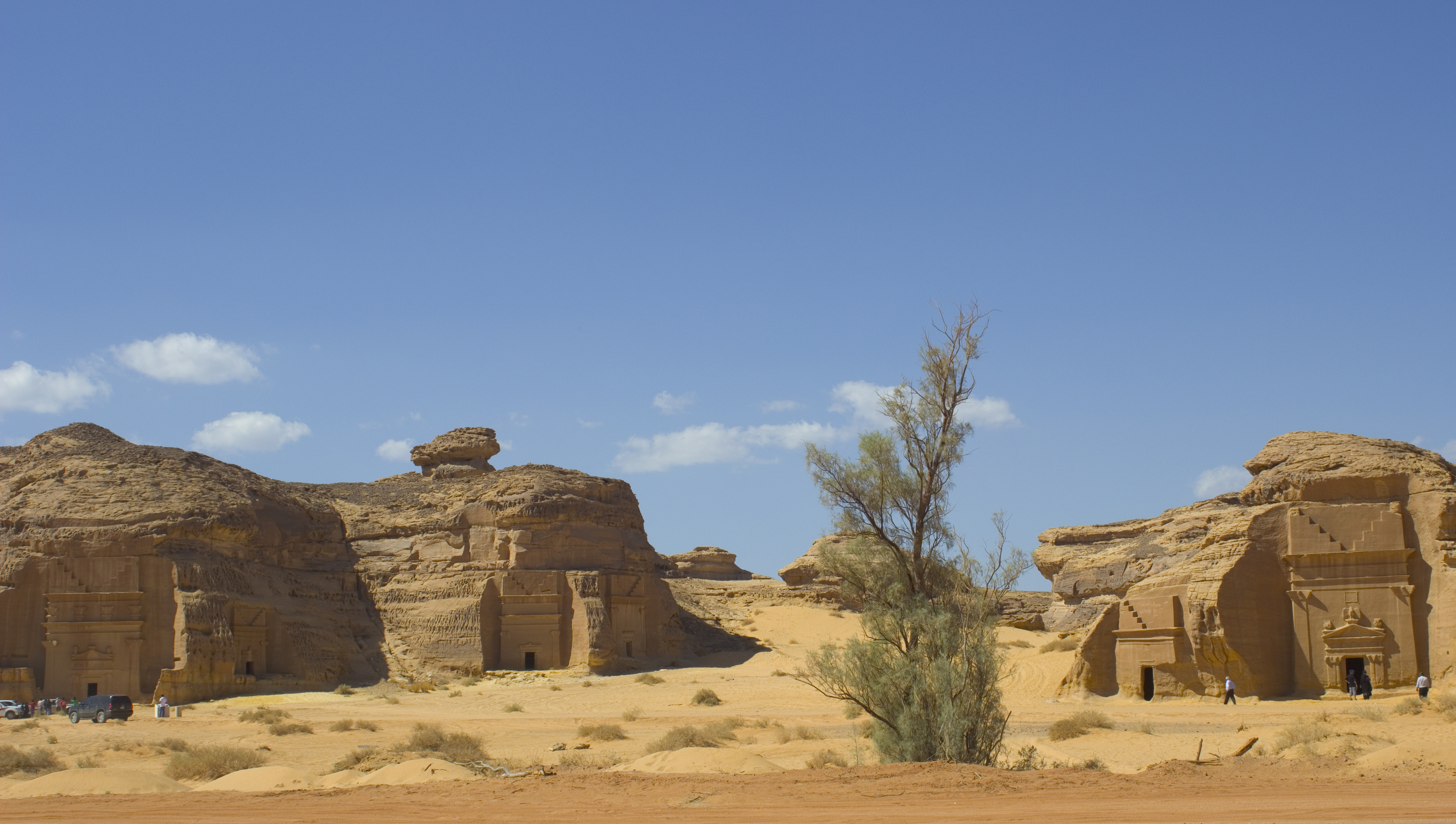
W Koranie wspomniane jest, że wydarzenie z legendy o wielbłądzicy związane jest z Al-Hidżr, współcześnie utożsamianym z Hegrą, na cześć proroka Saliha nazwaną Mada'in Salih.

Według koranicznego przekazu prorok Salih został zesłany do wyznających politeizm mieszkańców miejscowości, a tam wzywał ich do nawrócenia i ostrzegał by nie zabijali wielbłądzicy. Prorok chciał by lud Samud przyjął wiarę w jedynego Boga, zaś wielbłądzica miała być dla nich znakiem. Salih przykazał im zostawić ją w spokoju by się pasła, w przeciwnym bowiem razie dosięgnie ich kara. Zapewniał ich, iż nie żąda od nich żadnej nagrody i tylko Bóg wynagrodzi jego trudy. Oni jednak nie posłuchali Saliha, podcięli jej ścięgna i zabili ją, a następnie spadł na nich boży gniew i wygubił lud Samud. Mieszkańcy uznali proroka za kłamcę i wyszli z założenia, że napomnienie nie mogło zostać dane tylko jednemu człowiekowi. Legenda ta jest często powtarzana w Koranie. Między innymi w surze siódmej, jedenastej, piętnastej, dwudziestej szóstej i dziewięćdziesiątej pierwszej. Wzięła się ona najprawdopodobniej z folkloru arabskiego. Nie ma w niej nawiązań biblijnych, choć można ją porównać do innych, podobnych historii z Koranu, jak na przykład wezwanie do nawrócenia Egipcjan przez Mojżesza.